# Katarzyna Przezwańska
Katarzyna Przezwańska (ur. w 1984 w Warszawie) – polska artystka. Autorka rzeźb, obrazów, instalacji i interwencji architektonicznych oraz filmów i fotografii. 
Artystka w swojej działalności interesuje się architekturą i naturą oraz ich wpływem na poprawę ludzkiego życia. Przezwańska zajmuje się również postrzeganiem koloru w kulturze i jest on dla niej ważnym środkiem działalności artystycznej. Twórczyni powraca w swoich pracach do idei modernizmu i awangardy początków XX wieku. Absolwentka Wydziału Malarstwa Akademii Sztuk Pięknych w Warszawie i członkini grupy Czosnek Studio.

## Park Rzeźby na Bródnie

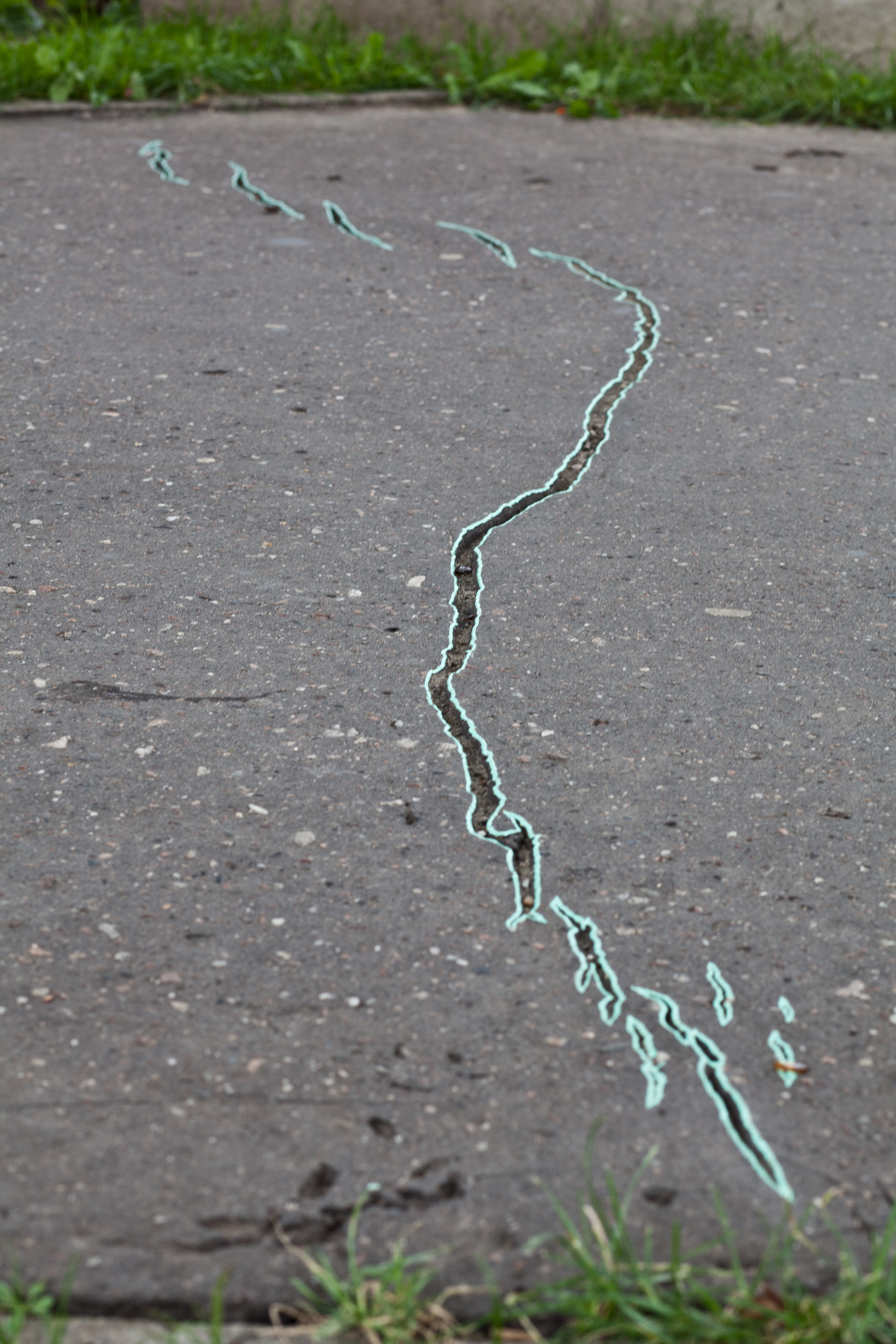
Interwencje malarskie w bródnowskim Parku Rzeźby

Na terenie Parku Rzeźby w Parku Bródnowskim w Warszawie znajdują się interwencje malarskie artystki, powstałe w 2010 roku. Katarzyna Przezwańska kolorem podkreśliła elementy architektury parku, w tym wady jego infrastruktury, jak pęknięcia chodnika. Często użyte barwy nawiązują do kolorów okolicznych bloków mieszkalnych, jednak pojawiają się także róże i błękity.

## Wybrane wystawy
- „Ultra Silvam/Beyond the Forest” (2010) – wystawa zbiorowa w Wonderland Art Space w Kopenhadze.
- „Dobór naturalny” w Galerii Kolonie (2011) – pierwsza duża indywidualna wystawa prac Katarzyny Przezwańskiej[5]. Wystawa-stół, na której znalazły się ukończone i nieukończone prace i projekty artystki, które miały pokazać odbiorcom jej warsztat i metodę twórczą[6][martwy link].
- „Warmhaus” w Museum Abteiberg w Moenchengladbach (2012) – pierwsza wystawa artystki w Niemczech była częścią projektu „Klopsztanga. Polska bez granic / Polen grenzenlos”. Przezwańska wykonała w architekturze muzeum interwencje, wprowadzając do wnętrza budynku naturę[7].
- „Małe rzeczy” w BWA Katowice (2012)[7].
- „Miło i przyjemnie” w Centrum Sztuki Współczesnej Zamek Ujazdowski w Warszawie (2013). Wystawa została zorganizowana w ramach projektu Bank Pekao PROJECT ROOM promującego młodych artystów.
- „Poręczne” w poznańskiej Galerii Arsenał (2013) – wystawa zbiorowa.
- „Learning from Warsaw” w Museum Bärengasse w Zurychu (2013) – wystawa zbiorowa.
- „Naturalnie” w Mieszkaniu Gepperta we Wrocławiu (2014) – udział w cyklu wystaw prezentującym prace powstałe z inspiracji naturą. W cyklu wystawiono również prace Kornela Janczy i Magdy Franczak, zestawiając różne postawy artystyczne dotyczące przyrody.
- „Co widać – polska sztuka dzisiaj” – wystawa zbiorowa w Muzeum Sztuki Nowoczesnej w Warszawie (2014) prezentująca współczesną polską sztukę i postawy artystyczne. Z prac Przezwańskiej znalazł się na niej alternatywny projekt kolorystyki sali sejmowej w postaci makiety[8]. Stworzenie pracy artystka poprzedziła ankietą wśród posłów. Kuratorami wystawy byli Sebastian Cichocki i Łukasz Ronduda. Nazwa wystawy nawiązuje do tytułu wystawy z lat 80. „Co słychać”[9].
- „Szczęście Dobro Piękno” w Galerii Dawid Radziszewski (2015)[10].
- „Otwarte Miasto MMXV” (VII Festiwal Sztuki w Przestrzeni Publicznej „Open City”) w Lublinie. Podczas festiwalu w przestrzeni miejskiej zostały wystawione prace polskich i zagranicznych artystów. Na błoniach zamku stanęła instalacja Katarzyny Przezwańskiej – formy wykonane z pociętych głazów narzutowych i pomalowanych metalowych rurek przypominające urządzenia na placach zabaw[11].
- „Basen” (2015) w Muzeum Narodowym w Warszawie – instalacja na dziedzińcu budynku muzeum imitująca basen (wykonana ze sztucznej żywicy). Praca odnosiła się do modernistycznych pomysłów z 1971 roku o zaaranżowaniu wejścia do muzeum[12].
- „Czysta formalność”. labirynt.com. [zarchiwizowane z tego adresu (2020-08-06)]. w lubelskiej Galerii Labirynt (2015) – wystawa zbiorowa przedstawiająca prace artystów, którzy przejawiają w swojej działalności tendencje formalne[13].
- „Viennacontemporary” (2015) – na wiedeńskich targach sztuki znalazły się m.in. prace Katarzyny Przezwańskiej[14].
- „Złożone, rozłożone” w Miejscu Projektów Zachęty (2016) – wystawa zbiorowa.
- „Małe formy rzeźbiarskie” (2016) w BWA Warszawa – wystawa zbiorowa poruszająca temat relacji dzieła sztuki z jego otoczeniem[15].
- „Temporary Store-room – Sculpture: Case Study 1” w galerii Plato Ostrava (2017) – wystawa zbiorowa[16].
- „19 okazów geologicznych znalezionych w Polsce” w Pawilonie Art Walk (2017). Obiekty zostały przedstawione na kolorowych postumentach zaprojektowanych przez Przezwańską. Stworzenie pracy poprzedziły poszukiwania artystki w warszawskich muzeach geologicznych[17].
- „Wczesna polskość” – w Galerii Dawid Radziszewski (2017). Artystka w formie dioramy przedstawiła swoją wizją Warszawy sprzed kilkuset milionów lat - gdy wyglądała zupełnie inaczej niż obecnie (rósł w niej subtropikalny las) i nie była zamieszkana przez człowieka[18]. Praca wystawiana podczas Warsaw Gallery Weekend zdobyła nagrodę Fundacji Sztuki Polskiej ING i stała się nowym nabytkiem jej kolekcji[19].
- „Wszystko widzę jako sztukę” (2018) na wystawie dla dzieci w Zachęcie. Na wystawie znalazła się instalacja „Basen” (wcześniej Przezwańska stworzyła podobną instalację w 2015 roku, znalazła się ona wtedy na dziedzińcu warszawskiego Muzeum Narodowego i nawiązywała do pierwotnych planów zagospodarowania dziedzińca muzeum). Kurator: Ewa Solarz[20][21].